# ディンプナ
聖ディンプナ (Dymphna, Dympna , 7世紀頃) あるいは聖ディンプナおとめ殉教者（せいディンプナおとめじゅんきょうしゃ）、聖ディンプナ童貞殉教者（せいディンプナどうていじゅんきょうしゃ）は、カトリック教会の聖人、殉教者である。

## 背景
ディンプナに関しての歴史的資料はほぼ完全に残されておらず、通常、聖人伝は民間伝承であると考えられている。
最も古いディンプナに関して崇敬を示す記録は13世紀中頃にカンブレーのサントーベル教会の律修司祭であったギイ・デ・カンブレーによるもので、『Vita』（と呼ばれる聖人伝）に記されている。このギイによる聖人伝はそれまで口頭にで伝えられてきた伝承を記したものであった。13世紀の記録には、殉教した司祭とディンプナが共に埋葬された地で多くのてんかん、精神病患者が癒されたことが説明されており、これにより心神喪失の守護聖人とされる。
ディンプナの聖人伝は歴史的発見に基づいたものではなく、単に他の著名な伝承にも頻出する王が自らの娘と結婚しようとするモチーフが変化したものと考えられ、従ってディンプナや生存時の資料についての歴史的記録は何もないと結論付けられている。しばしばアイルランドのダンハット(Damhnat)と同一視されるが、これについて証明はなされていない。
ディンプナの記念日は5月30日であるが、かつては5月15日であった。

## 聖人伝
ディンプナは7世紀、アイルランドの王女として生を受けた。父親は異教徒だったものの、母親の影響でディンプナはキリスト教の洗礼を受けていた。ある時、ディンプナの母親が急死すると、父王はたいへん嘆き悲しみ、西洋の国々を巡って妻の面影を宿す美しい女を探し求めた。しかしそれは叶わなかった。ところが帰国した王は、娘のディンプナが妻に似て美しく成長したことに気づき、すぐさまディンプナに近親婚を迫った。キリストに純潔を捧げることを望んでいたディンプナは、父を拒み、自分の聴罪司祭聖ゲルベルネスを頼って共にベルギーのヘールに逃れた。しかし王に見つかり、それでも拒んだディンプナは父親の手によって斬首され、殉教を遂げた。このときディンプナは15歳であった。

## 聖遺物の発見と奇跡
13世紀、ベルギーのヘールでその地方では見たこともないような彩り、形の石棺が二人分発見された。その一方にはディンプナ (DYMPNA) という名が刻まれていた。彼女らの遺体に触れた精神障害者、てんかん患者の病が奇跡的に治癒されるという出来事があり、その地には多くの精神障害者が巡礼に訪れるようになった。その過程でディンプナに関する上記のような伝説が形成されていった。13世紀末には多数の精神障害者施設が創立され、以来、ヘールには多くの巡礼者が訪れている。